# Arnhemi csata
Az arnhemi csata a Market Garden hadművelet legfontosabb ütközete volt a sikeres végkimenetel szempontjából. Az angol, lengyel és német egységek 1944. szeptember 17. és szeptember 25. között harcoltak a városért valamint annak környékéért, valamint legalább az egyik Rajna-hídért, amellyel utat nyitottak volna a brit XXX. hadtest továbbnyomulásának a Ruhr-vidék felé.

## A tervezés
A Market Garden hadművelet megtervezése során Montgomery tábornagy az 1. angol ejtőernyős hadosztálynak szánta a rajnai átkelők megszerzésének feladatát. A hadosztálynak két napig kellett volna tartani a várost, amíg a szárazföldön érkező XXX. hadtest meg nem érkezik.
Montgomery látva a németek fejvesztett franciaországi visszavonulását, nem számított nagy ellenállásra.

### Első problémák
Az angol tiszteken nem vett erőt semmilyen kételkedés a hadművelet tervezése során. Roy Urquhart vezérőrnagy, az 1. angol ejtőernyős hadosztály parancsnoka nem változtatott a távoli leugrási zónákon, így azokat Arhnemtől több mint 8 km-re jelölték ki. Urquhart a következő egységeket kívánta bevetni:
- 1. angol ejtőernyős dandár (parancsnoka: Gerald Lathbury tábornok - szeptember 17.
- 4. angol ejtőernyős dandár (parancsnoka: John Hackett tábornok - szeptember 18.
- 1. lengyel ejtőernyős dandár (parancsnoka: Stanislaw Sosabowski tábornok - szeptember 19.

A szárazföldi egységek megérkezése után pedig a helyszínre szállították volna az 52. skót gyalogoshadosztályt.
Urquhart nem számolt semmilyen akadályozó tényezővel: nem törődött a felderítő repülőgépek felvételeivel, sem azzal, hogy az időjárás előrejelzések ködre figyelmeztették a hadosztály parancsnokságát.

## A német oldal
Model tábornagy B Hadseregcsoportjának törzse ekkoriban rendezkedett be Arnhem egyik előkelő szállodájában. Modelnek nehéz feladata volt: meg kellett állítania a német oldalon eluralkodott pánikot, és újra harcképes egységekbe kellett rendeznie az embereit.
Wilhelm Bittrich Obergruppenführer II. SS páncélgránátos hadteste is ebben a körzetben tartózkodott szeptember elején: feltöltés céljából, de a hadművelet kezdetén már megkezdődött bevagonírozásuk Essenbe, onnan pedig folytatták volna útjukat tovább keletre.

## A hadművelet kezdete
1944. szeptember 17-én az angolokat szállító légiflotta elviselhető veszteségeket szenvedett: 5191 ejtőernyős ugrott sikeresen, igaz 5 Hamilcar, valamint 38 kisebb Horsa vitorlázógépet vesztettek. A földet érés után azonnal gyülekezni kezdtek a katonák.
Urquhart útnak indította Frederick Gough őrnagy felderítő századát, aki eleinte jól haladtak, de később elvesztettek minden kapcsolatot velük. Utánuk 3 zászlóaljat indított Arnhem irányába:
- az északi úton (Leopárd fedőnévvel): David Dobie alezredes 1. zászlóalja.
- a középső úton (Tigris fedőnévvel): J.A.C. Fitch alezredes 3. zászlóalja.
- a déli úton (Oroszlán fedőnévvel): John Frost alezredes 2. zászlóalja.

Model tábornagy az ejtőernyősök láttán úgy gondolta, hogy ő lehet a hadművelet célpontja és sietve elhagyta Oosterbeeket, Arnhem egyik külvárosát, ahol a főhadiszállása is volt, és Doetinchembe települt át, ahol a II. SS páncéloshadtest parancsnoksága tartózkodott. Bittrich ekkor már megtette az első lépést: Wolfhezébe rendelte Sepp Kraft Obersturmbannführer zászlóalját, hogy akadályozza meg az előrenyomulást. Wolfheze a Tigris úton feküdt, így Fitch zászlóaljának már késő délután fegyveres harcban kellett részt vennie. Kraft este mégis visszavonult, mivel az északi úton Dobie bejutott a városba, és a csatazajokból Kraft úgy ítélte meg, hogy hamarosan bekerítik, így feladta állásait.
Frost könnyen haladt a Rajna mentén, igaz, a vasúti hidat a szemük láttára robbantották fel, egy pontonhíd, amelyet a németek ácsoltak még a visszavonulás során, pedig használhatatlan volt, mivel a közepét elvontatták. Sikerült viszont hídfőállást létesíteniük a közúti híd északi végén, azonban a déli végét a hídnak már nem tudták elfoglalni.
Estére azonban Urquhart parancsnokságán eluralkodott a káosz: a rossz hatásfokú rádiók miatt Gough őrnagy visszafordult, hogy jelentést tegyen közvetlen felettesének: Lathbury tábornoknak, aki azonban eltűnt, és Urquhart tábornok is őt kereste, ezért ő sem volt a parancsnokságon. Végül sikerült összefutnia vele az Utrecht-Arnhem országút egyik kereszteződésében, de még sokáig nem tudtak visszatérni az oosterbeeki főhadiszállásra.
Szeptember 18-án Frost emberei páncélosokat láttak közeledni a közúti hídon, azt hitték, hogy a szövetséges páncélosok érkeztek meg. Tévedtek, a 9. SS páncélgránátos hadosztály már elfoglalta a déli hídfőt és ellencsapást indított, ezt az első támadást visszaverték.
Délután megérkezett az utánpótlás, a hadianyag nagy része a németek kezére jutott, mivel a hadianyag ledobási zónák még német kézen voltak. A 4. angol ejtőernyős dandár is ebben a hullámban érkezett, parancsnoka, Hackett tábornok átvette az oosterbeeki parancsnokságot, mivel nem volt ott sem Lathbury sem Urquhart. Ekkor azonban megérkezett az előző nap ledobott 1. angol ejtőernyős dandár parancsnoka, Philipp Hicks dandártábornok, aki szintén magának követelte a helyettes parancsnokságot. Sikerült végül megegyezniük, hogy saját egységeik közül néhányat átadjanak az Arnhemben harcoló csapatoknak.
Urquhart és Lathbury még mindig Arnhemból próbált kijutni, ahol azonban Lathbury-t hátra kellett hagyni, mivel eltalálták a gerincét. A zűrzavar megbénította az angolokat, miközben a német oldalon egyre magabiztosabban kezdtek magukra találni a parancsnokok: Rundstedt tábornagy már az ellenlökésre adott parancsot Modelnak.
Szeptember 19-én a Frosthoz küldött csapatok már mélyen Arnhemben voltak, de a hidat még nem érték el. A másik két zászlóalj is nehéz helyzetben volt: Dobie egységét kezdték körbezárni, Fitch pedig elesett, a maradék 20 embere fölött Anthony Deane-Drummond őrnagy vette át a parancsnokságot, aki csak a rádiók hatótávolságát jött előre vizsgálni. A jelentősen megfogyatkozott egységgel még három napig harcolt, majd megadta magát.
Frost egységét nagy erejű támadás érte, amelyet már nem tudtak visszaverni, 20-án meg is adta magát a Waffen-SS egységeinek. Az angolok tartottak attól, hogy a Waffen-SS kivégezteti őket, azonban nem ez történt; az angolokat gyakran elismerően megtapsolták, és megdicsérték kitartásukért.
Szeptember 21-én megérkeztek a lengyelek, akiket valósággal lemészároltak a légvédelmi lövedékek.

## Berlin-hadművelet
Szeptember 22-én a cornwalli páncélos zászlóalj néhány páncélosa kijutott a Rajnához, ahol találkoztak Sosabowskival. A találkozó végén arra a megegyezésre jutottak, hogy embereket kell átszállítani Urquhartnak. A katasztrofálisan végződő éjszakai átkelés során csak 50 lengyel ejtőernyős tudott átjutni a rohanó folyón.
A körzetbe vezényelt 52. skót hadosztály szállítását időközben lefújták, a hadműveletért felelős parancsnok belátta: Arnhemet nem lehet tovább tartani, noha Urquhartnak már tudtak tüzérségi támogatást is nyújtani, illetve sikerült vele rádiós kapcsolatot létrehozni.
Szeptember 25-én kapta meg Urquhart a visszavonulási parancsot. Az evakuálás fedőneve ironikusan Berlin lett. 25-én éjszaka Drielnél sikerült átszállítani a csapatok maradékának nagy részét, összesen 2398 főt.

## A csata utóélete
A ma látható, John Frostról elnevezett közúti híd nem az, amelyért harcoltak: azt a hidat az amerikai légierő 1944 végén lebombázta. Az új híd 1978-ra készült el.